# Fauveliopsis adriatica
Fauveliopsis adriatica är en ringmaskart som beskrevs av Katzmann och Laubier 1974. Fauveliopsis adriatica ingår i släktet Fauveliopsis och familjen Fauveliopsidae. Inga underarter finns listade i Catalogue of Life.